# Nick Drake
Nicholas Rodney Drake (Rangoon, Birma, 19 juni 1948 – Tanworth-in-Arden, nabij Coventry, 25 november 1974) was een singer-songwriter uit Engeland.

## Biografie
Nick Drake werd geboren in 1948 in het vroegere Birma, waar zijn vader ingenieur was. Na een korte tijd in India gewoond te hebben, kwam het gezin in 1951 terug naar Engeland en vestigde zich in Tanworth-in-Arden. Nick Drake groeide op in een muzikaal gezin en leerde al snel piano en akoestische gitaar spelen. Drake kreeg een typische Britse upper-middleclass opvoeding. Hij bezocht de keurige Marlborough public school, waar hij piano, klarinet en saxofoon leerde spelen en uitblonk in atletiek. Na de middelbare school ging hij naar Cambridge om Engelse letterkunde te studeren, maar deed weinig anders dan gitaar spelen en liedjes schrijven. Hij trok zich meer en meer terug in zichzelf en werd een buitenstaander.
Drake ging met een demo naar een platenmaatschappij, waar producer Joe Boyd direct zijn talent erkende. De twintigjarige Nick Drake werd ontdekt in 1968 en kreeg onmiddellijk een platencontract bij Island Records. Zijn debuutalbum Five Leaves Left verscheen in 1969. Het album werd gekenmerkt door de breekbare stem van Nick Drake, het delicate gitaarspel en de melancholie van de nummers.
Zijn tweede album, Bryter Layter, dat verscheen in 1970, ging op dezelfde muzikale weg verder. Geen van beide albums verkocht goed. In dezelfde periode raakte Nick Drake in een depressie die hem vaak belette te schrijven en te componeren. Drake trok zich meer en meer in zichzelf terug.
In 1972 kwam Pink Moon uit, een akoestisch album vol naakte, sombere nummers dat in amper twee dagen opgenomen werd en waarin hij terugging naar de essentie van zijn muziek: zijn stem en zijn gitaar. De teksten stonden bol van spijt, verlies en ontgoocheling. Ook nu weer bleef het succes uit. Nick Drake vertrok naar Frankrijk waar hij samenwerkte met Françoise Hardy. Hij zou enkele nummers voor haar geschreven hebben, die nooit werden uitgebracht.
Na deze periode raakte Drake opnieuw in een depressie. Hij had het gevoel dat hij zijn doelpubliek onvoldoende kon bereiken en dat hij gefaald had in zijn opzet. Het was het begin van een periode vol psychische problemen, met een hospitalisatie van enkele weken als dieptepunt.
In 1974 ging Nick Drake voor de laatste keer de studio in en nam vier nummers op die op Family Tree, een postuum verschenen compilatiealbum, verschenen. De nummers waren somber en vol verwijzingen naar de dood.
Intussen woonde Nick Drake opnieuw in het ouderlijk huis. In de nacht van 24 op 25 november 1974 nam hij een overdosis van zijn antidepressivum Tryptizol. De volgende dag vond zijn moeder hem dood op zijn bed. Velen vermoeden dat hij zelfmoord pleegde, maar familie en vrienden spreken dit tegen. Volgens hen had hij de laatste maanden minder psychische problemen en was de overdosis een ongeluk. Toch blijft de twijfel, niet het minst doordat naast zijn bed het boek De mythe van Sisyphus van Albert Camus lag, een essay over het absurde van het bestaan en de existentiële vraag naar de zin van het leven. Tegelijk is de boodschap van Camus dat je altijd door moet gaan met strijden.
Hij is begraven in Tanworth-in-Arden.

## Invloed
Hoewel Nick Drake tijdens zijn leven amper succes gekend heeft met zijn muziek en weinig albums verkocht, is zijn populariteit na zijn dood enorm gestegen. Gaandeweg ontstaat er een heuse mythevorming rond zijn leven en werken. De drie platen worden iedere paar jaar weer herontdekt door een nieuw publiek. Nick Drake wordt door veel artiesten genoemd als een belangrijke inspiratiebron voor hun eigen muziek. Hij wordt beschouwd als een van de belangrijkste songwriters van de twintigste eeuw. Nick Drakes muziek is dan ook vaak gecoverd. Een overzicht hiervan:
- Placebo - Been Smoking Too Long (van Time of No Reply) op het album Teenage Angst
- JJ72 - Black Eyed Dog (van Way to Blue: An Introduction to Nick Drake) op het album October Swimmer
- Christine Collister - Black Eyed Dog (van Way to Blue: An Introduction to Nick Drake) op het album The Dark Gift of Time
- Swans - Black Eyed Dog (van Way to Blue: An Introduction to Nick Drake) op het albumTen Songs for Another World
- The Walkabouts - Cello Song (van Five Leaves Left) op het album Death Valley Days - Lost Songs and Rarities 1985 to 1995
- The Books - Cello Song (van Five Leaves Left) op het album Dark Was the Night (disc 1)
- Calexico - Clothes of Sand (van Made to Love Magic) op het album Aerocalexico
- Solas - Clothes of Sand (van Made to Love Magic) op het album The Edge of Silence
- Norah Jones - Day is Done (van Five Leaves Left) op het album Charlie Hunter Quartet - Songs from the Analog Playground
- Frankel - Know (van Pink Moon)
- Lisa Hannigan - Black Eyed Dog (van Way to Blue: An Introduction to Nick Drake)
- Archer Prewitt - Parasite (van Pink Moon) op het album Sculpting From Drake, Vol. 1.
- No-Man - Pink Moon (van Pink Moon) op het album Speak
- Sebadoh - Pink Moon (van Pink Moon) op het album Smash Your Head on the Punk Rock
- Walt Mink - Pink Moon (van Pink Moon) op het album Miss Happiness
- Damien Jurado - Pink Moon (van Pink Moon)
- Brad Mehldau - River Man (van Five Leaves Left) op het album Songs: The Art of the Trio, Volume 3
- Duncan Sheik - River Man (van Five Leaves Left) op het album Humming Along
- Katell Keineg - River Man (van Five Leaves Left) op het album What's the Only Thing Worse Than the End of Time?
- Andy Bey - River Man (van Five Leaves Left) op het album INCredible Sound of Gilles Peterson
- Tom Barman - River Man en Fruit tree (van Five Leaves Left) op het album Tom Barman & Guy Van Nueten - Live
- Paul Weller - River Man (van Five Leaves Left) op het album Island life compilation
- Run On - Road (van Pink Moon) op het album No Way
- The Mars Volta - Things Behind the Sun (van Pink Moon) op het album The Bedlam in Goliath (bonus disc)
- Brad Mehldau - Things Behind the Sun (van Pink Moon) op het album Live in Tokyo
- Kelly Willis - Time has Told Me (van Five Leaves Left) op het album What I Deserve
- The Autumns - Time of No Reply (van Five Leaves Left) op het album Sculpting From Drake, Vol. 1.
- In Gowan Ring - Way to Blue (van Five Leaves Left) op het album Exists and Entrances Volume One
- Lucinda Williams - Which Will (van Pink Moon) op het album Rare on Air
- Alexi Murdoch - All of my Days op het album Time Without Consequence
- Roland - Northern Sky op het album Waltz

## Discografie
- Five Leaves Left (1969)
- Bryter Layter (1970)
- Pink Moon (1972)

### Compilaties
Na zijn dood werd nog een aantal compilatiealbums uitgebracht:
- Fruit Tree (1979) — vier disc box set.
- Heaven in a Wild Flower: An Exploration of Nick Drake (1985)
- Time of No Reply (1986)
- Way to Blue: - An Introduction to Nick Drake (1994)
- Made To Love Magic (2004)
- A Treasury (2004)
- Fruit Tree 4 disc-compilatie + boekje (2007)
- Family Tree (2007)
- Tuck Box, deze set bestaat uit 5 albums: Five Leaves Left - Bryter Layter - Pink Moon - Made To Love Magic - Family Tree  (2014)